# Vale da Eletrônica
Vale da Eletrônica é um emblema criado para promover a indústria eletroeletrônica existente na cidade de Santa Rita do Sapucaí, localizada no Sul de Minas Gerais. O termo faz referência ao Vale do Silício e foi usado inicialmente pelo poder público local em 1985 , com o intuito  de  incentivar  as  empresas  existentes  e  promover  a  criação  de  novas empresas  do setor. Atualmente, o Vale da Eletrônica integra o Arranjo produtivo local (APL) de Eletroeletrônica de Santa Rita do Sapucaí, que tem este município como cidade-polo, mas também compreende os municípios de Itajubá, Pouso Alegre e Varginha.

## História
Até a Década de 1950 do Século XX, a economia do município de Santa Rita do Sapucaí era basicamente agrário-pastoril.  A participação agropecuária na economia do município começou a perder força ao final dessa década após investimentos em educação técnica voltado para o mercado eletroeletrônico.
Em 1958, foi criada a primeira Escola Técnica em Eletrônica da América Latina e a sétima do mundo. A instituição, denominada Escola Técnica em Eletrônica Francisco Moreira da Costa (ETE), foi criada por iniciativa de Luzia Rennó Moreira, mais conhecida como Sinhá Moreira, com o objetivo de proporcionar a formação e capacitação de mão-de-obra especializada, capaz de suprir a demanda do mercado de produtos eletroeletrônicos em  expansão.  A ETE é mantida pela Fundação Dona Mindoca Rennó Moreira, uma fundação privada, sem fins lucrativos que tem como objetivos prestar assistência social a estudantes carentes de recursos, manter obras educacionais ou assistenciais e desenvolver e promover projetos e ações de responsabilidade social para a comunidade local e estudantil nas áreas de esporte, cultura, lazer, turismo educacional e científico/tecnológico.
Posteriormente, foi fundado no município o Instituto Nacional de Telecomunicações (INATEL) em 1965, voltado à pesquisa e ensino de graduação e pós-graduação em Engenharia Elétrica e Telecomunicações. Esta instituição foi responsável por motivar algumas experiências informais de incubação de empresas entre as décadas de 1970 e 1980 em Santa Rita, estimulando a especialização nos setores de eletrônica e telecomunicações.
Em 1971, foi fundado o FAI – Centro de Ensino Superior em Gestão, Tecnologia e Educação, outra instituição de ensino superior que contribui para o APL. A instituição foi a primeira a oferecer curso de Administração no Sul de Minas.
Em 1984, foi fundada de maneira informal a Associação Industrial de Santa Rita do Sapucaí. A associação foi uma resposta rápida e necessária aos novos rumos da economia na cidade. Apoiada pela Prefeitura de Santa Rita do Sapucaí e pela Federação das Indústrias de Minas Gerais – FIEMG, a Associação Industrial de Santa Rita do Sapucaí foi criada, oficialmente, em 7 de março de 1986.
Em 1985, o poder público municipal, juntamente com algumas lideranças locais, criou o emblema “Vale da Eletrônica” (em referência ao Vale do Sicílio, região próspera especializada em Eletrônica e Tecnologia da Informação e Comunicação, na Califórnia, EUA). O intuito era o de incentivar as empresas existentes e estimular a criação de novas empresas através de políticas direcionadas, em especial os programas de incubação.
O Sindicato das Indústrias de Aparelhos Elétricos, Eletrônicos e Similares do Vale da Eletrônica – SINDVEL – foi criado em 1986 para coordenar, proteger e representar legalmente as indústrias do setor, com a missão de defender os interesses de seus associados, estimulando a melhoria contínua e a capacitação humana e tecnológica das empresas. O Sindicato é filiado à Federação das Indústrias do Estado de Minas Gerais – FIEMG.
Em 1992, foi fundada oficialmente a Incubadora de Empresas do INATEL, e em 1999, foi fundada a Incubadora Municipal de Empresas Sinhá Moreira”. Ambas as incubadoras abrigam empreendimentos nascentes e inovadores, dando suporte gerencial e empresarial, treinamentos e capacitando-os para a autonomia administrativa.
Em 2002, foi inaugurada a unidade do SESI/SENAI Centro de Desenvimento Tecnológico e Social do Vale da Eletrônica Stefan Bogdan Salej. A instituição atua como fomentadora de educação e inovação para o setor industrial. Com o apoio do IEL, e SEBRAE, o SESI/SENAI trabalha para viabilizar o desenvolvimento tecnológico e empresarial, bem como o desenvolvimento social da região.
Ainda no ano de 2002, foi criada a Associação das Empresas Exportadoras do Vale da Eletrônica – AVALEX Electronics. Essa associação intensificou as atividades exportadoras das empresas do APL.

## APL Eletroeletrônicos do Sul de Minas
Segundo dissertação de mestrado O cluster como vantagem competitiva das empresas eletroeletrônicas de Santa Rita do Sapucaí – MG – Brasil, de autoria da professora Rosa Stela Ribeiro de Lorena, o APL Eletroeletrônicos do Sul de Minas, é um cluster industrial completo, por reunir dezoito vantagens competitivas, entre elas, a proximidade com as instituições de ensino e pesquisa; as ações realizadas pelo Sindvel, a existência de indústria correlatas e de apoio próximas, que compõem a cadeia produtiva; o acesso fácil á mão de obra com conhecimentos técnicos especializados e a fornecedores de produtos e serviços necessários à operação; a interação entre as empresas, as instituições de ensino e os órgãos públicos; e a atuação das incubadoras de empresas são consideradas as vantagens competitivas mais importantes do APL.
De acordo com o Sindicato das Indústrias de Aparelhos Elétricos, Eletrônicos e Similares do Vale da Eletrônica (SINDVEL), As 150 empresas que constituem o Arranjo Produtivo Eletroeletrônico (APL) empregam cerca de 10.000 pessoas e têm como característica comum a busca constante pela inovação e o pioneirismo no desenvolvimento dos mais de 13.700 mil itens que fabricam. Seus produtos estão voltados principalmente para os setores de: Eletroeletrônico, Telecomunicações, Segurança, Eletrônica, Informática, Produtos para Radiodifusão, Automação Industrial, Predial e Comercial, Tecnologia da Informação, Eletromédico, Insumos e Prestação de Serviços.

## Iniciativa Privada
Junto com instituições governamentais e não-governamentais, a iniciativa privada foi fundamental para o desenvolvimento do setor eletroeletrônico da região. As principais empresas instaladas em Santa Rita do Sapucaí que se destacam em exportação e importação de produtos microeletrônicos, apoiadas pelo Instituto de Desenvolvimento Integrado de Minas Gerais (INDI), estão listadas a seguir:
- Hitachi Kokusai Linear,[18]
- Clarion do Brasil Ltda.,[19]
- Dl Comércio e Industria de Produtos Eletrônicos Ltda.,[20]
- Fenix Indústria de Eletrônicos Ltda.,[21]
- LC Indústria Eletrônica Ltda.,[22]
- BRtoken Indústria e Comércio de Produtos Eletrônicos Ltda., [23]
- Leucotron Equipamentos Ltda..[24]